# Valery Larbaud
Valéry Larbaud (n. 29 august 1881, Vichy, Auvergne, Franța – d. 2 februarie 1957, Vichy, Auvergne, Franța) a fost un scriitor francez, cunoscut și sub pseudonimele: A.-O. Barnabooth, L. Hagiosy, X. M. Tourmier de Zamble.
A scris o proză de subtilă analiză, explorând universul adolescentin și prefigurând atmosfera cosmopolită din prima jumătate a secolului XX.
A realizat și eseuuri referitoare la literatura engleză, franceză și spaniolă, memorialistică și a efectuat traduceri din scriitori ca: James Joyce, Samuel Taylor Coleridge, Walt Whitman, Ramón Gómez de la Serna.
A colaborat la revista Nouvelle revue française și a exercitat o influență deosebită asupra scriitorilor grupului.

## Scrieri
- 1911: Fermina Márquez
- 1913: A. O. Barnabooth
- 1923: Îndrăgostiți, fericiți îndrăgostiți ("Amants, heureux amants")
- 1925/1941: Acest viciu nepedepsit, lectura ("Ce vice impuni, la lecture")
- 1955: Jurnal, 1912 - 1935 ("Journal, 1912 - 1935").